# Werner Faymann
Werner Faymann (tiếng Đức: [ˈvɛɐ̯nɐ ˈfaɪman]; born ngày 4 tháng 5 năm 1960) sinh ngày 04 tháng 5 năm 1960) là Thủ tướng Áo và Chủ tịch của Đảng Dân chủ Xã hội SPO từ năm 2008 đến năm 2016. Ngày 9 tháng 5 năm 2016, Faymann đã từ chức cả hai chức vụ trong lúc có phê phán ngày càng rộng rãi bên trong đảng của ông.

## Tiểu sử
Sinh ra tại Viên, Áo, và tốt nghiệp từ một trường phổ thông ở đó, ông đã học luật tại Đại học Viên (Luật học, khoa học chính trị và lịch sử nghệ thuật) nhưng tham dự chỉ một bài giảng có mà không thi cử gì. Thay vào đó, ông làm tài xế xe taxi.
Từ năm In 1981, Faymann là Trưởng đoàn thanh niên xã hội Viên (Sozialistische Jugend Wien). Từ năm 1985 đến 1988 Faymann là một nhà tư vấn tại các Ngân hàng Zentralsparkasse (nay là Ngân hàng Áo), ngân hàng tại thời điểm đó có mối liên kết chặt chẽ với chính quyền thành phố thống trị bởi đảng Dân chủ Xã hội. Ông rời ngân hàng để trở thành giám đốc và chủ tịch tỉnh tư vấn các thuê nhà Viên.
Sau đó, Faymann đã trở thành một thành viên của quốc hội nhà nước Viennese và hội đồng thành phố, nơi ông giữ nhiều chức vụ khác nhau liên quan đến xây dựng nhà ở và đổi mới đô thị.
Faymann giữ chức Bộ trưởng Bộ Liên bang về Cải tiến, Giao thông vận tải và Công nghệ trong Nội các của tướng Alfred Gusenbauer. Ngày 16 tháng 6 năm 2008 Faymann thay thế Gusenbauer là Chủ tịch của Đảng Dân chủ Xã hội Áo (SPO) và lãnh đạo đảng của ông trong cuộc bầu cử lập pháp tổ chức vào ngày 28 tháng 9 năm 2008.